# Aéroport international de Long Thành
L'aéroport international de Long Thành est un projet d'aéroport dans le comté de Long Thành, à 40 km au nord-est de la ville d'Hô Chi Minh-Ville au Viêt Nam dont la construction doit débuter en 2015 et s'achever en 2020. Lors de son inauguration, ce sera le plus grand aéroport vietnamien.

## Description
Selon le plan général de l'aéroport approuvé par le premier ministre vietnamien, Long Thành comprendra 4 pistes en béton (4 000 × 60 m) et 4 aérogares capables d'accueillir des Airbus A380, Boeing 777-300ER ou équivalents. Les aérogares pourront traiter de 80 à 100 millions de passagers par an. Le prix de la construction de cet aéroport est estimé à 8 milliards de dollars américains. La première tranche de l'aéroport aura une capacité de 25 millions de passagers par an, comprendra 2 pistes en béton (4 000 × 60 m) et une aérogare. Le prix de la construction de la première tranche est estimé à 6,7 milliards de dollars américains. La première tranche sera terminée en 2020. La deuxième tranche débutera en 2020 et se terminera en 2030, avec la troisième piste et le deuxième terminal, l'aéroport aura une capacité de 50 millions de passagers par an. La tranche finale débutera en 2020, avec la quatrième piste et les troisième et quatrième terminaux.

## Accès
L'aéroport est desservi par la Route nationale 51 (), l' autoroute Bien Hoa-Vung Tau () et l'autoroute Hô Chi Minh-Ville – Long Thanh–Dau Giay ().

## Histoire
Alors que la demande de transport vers le Sud et au Sud ne cesse de croître, l’aéroport international de Tân Son Nhât à Hô Chi Minh-Ville ne peut plus s’étendre en raison des agglomérations environnantes. Cet aéroport a vu le jour en 1975 et a été modernisé entre 1990 et 2003. Chaque année, il voit passer plus de 12 millions de passagers (15,5 millions de passagers en 2010), dont six millions d’étrangers, et 278 000 tonnes de fret. En 15 ans, le nombre de passagers nationaux et étrangers a augmenté, respectivement, de 13,4 % et 9,3 %. Selon les prévisions, après 2015, ce site deviendra surchargé (25 millions de passagers),.
L’aéroport international de Long Thành vise à répondre au besoin croissant de déplacements dans le Sud et à soutenir le développement de la région économique de pointe du Sud.
Selon le plan, dans la période 2030-2035, presque toutes les activités de l’aéroport international de Tân Son Nhât seront transférées à Long Thành. Ce dernier prendra en charge pour 80 % des passagers internationaux et pour 20 % de visiteurs nationaux, des taux exactement inverses pour l’aéroport de Tân Son Nhât. À l’avenir, ce dernier ne servira principalement qu’aux besoins des voyageurs domestiques.